# Woo Sun-hee
Woo Sun-hee (hangul: 우선희, hanja: 禹仙姬) född den 1 juli 1978, är en sydkoreansk tidigare handbollsspelare (högersexa). Hon spelade 15 år i Sydkoreas landslag, från 2001 till 2016. Hon var med och tog OS-silver 2004 i Aten.

## Klubbar
- Gwangju City (2001–2003)
- Samcheok City (2003–2007)
- Rulmentul Braşov (2007–2009)
- Wonderful Samcheok (2009–2017)